# Försvarsfordonsmuseet Arsenalen
Försvarsfordonsmuseet Arsenalen är ett militärhistoriskt museum beläget i Härad väster om Strängnäs.

## Bakgrund

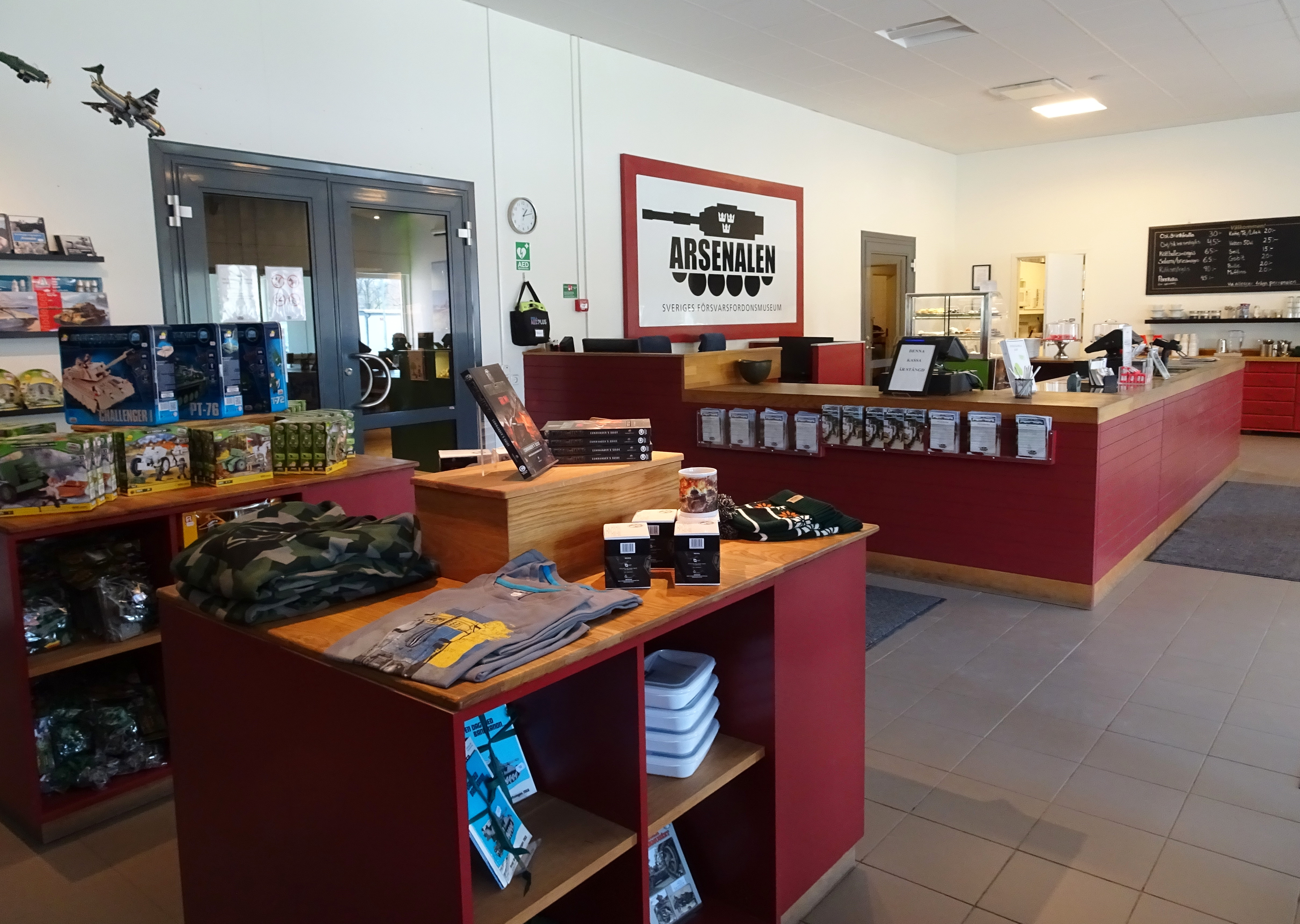
Entréhallen, kassan, butiken.

Museet, som invigdes den 17 juni 2011 av kung Carl XVI Gustaf, har en av Europas största samlingar av militärfordon. På plats i museet finns 75 fordon. Totalt äger museet 375 fordon där de flesta använts inom den svenska armén. Arsenalen drivs av en privat, ideell stiftelse. Arsenalen är en del av nätverket Sveriges Militärhistoriska Arv. Förutom att vara museum kommer Arsenalen även att vara SFHM:s centrala fordonsmagasin.

## Verksamhet
Förutom själva fordonsutställningen i museets huvudbyggnad, har museet även andra permanenta utställningar, till exempel figurmuseets samling. Museet har även under ett antal tillfällen uppvisningar i utomhusmiljö med utvalda fordon. Inom museet finns butik och café.
Fordonshall
Museets fordonshall vilket även själva huvudbyggnaden innehåller förutom de militära fordonen, simulatorteknik och tillfälliga utställningar.
Figurmuseum (öppnades 2012)
Ett museum i museet som visar en större samling av tennfigurer.
Soldattorpsmuseet (öppnades 2013)
Ett utomhusmuseeum som visar den indelte soldaten och hans familjs liv.
Regementsmuseum (öppnades 2014)
Regementsmuseet visar Södermanlands regementes historia, vilken sträcker sig från 1634 till 2005. Museet består av ett antal olika utställningar, där historien börjar berättas vid ett soldattorp då Södermanlands regemente var ett infanteriregemente och avslutas inne i fordonshallen, då Södermanlands regemente var ett modernt pansarregemente.

## Bildgalleri

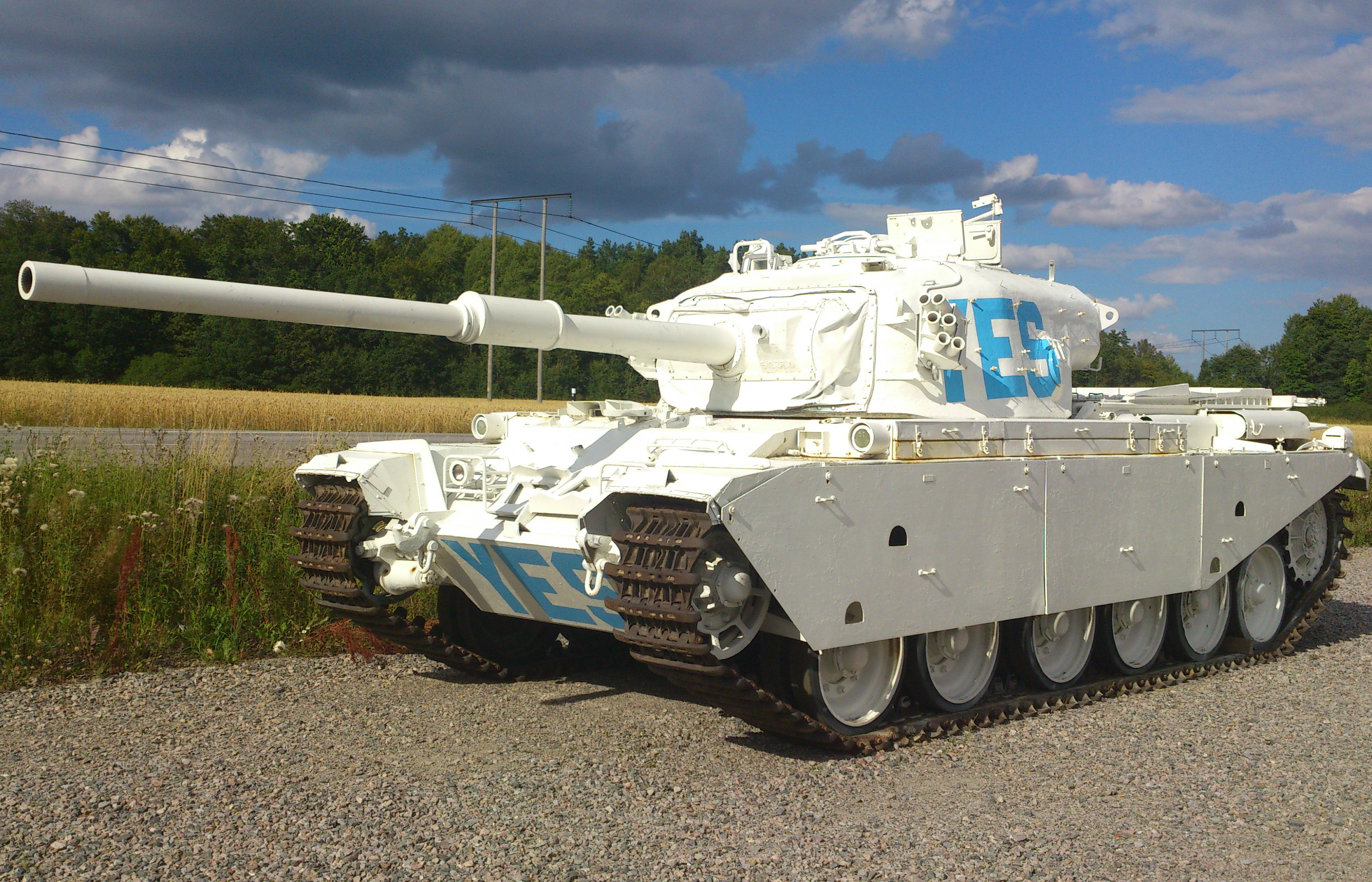
Stridsvagn 81 utställd som portväktare längs vägen utanför muséet.
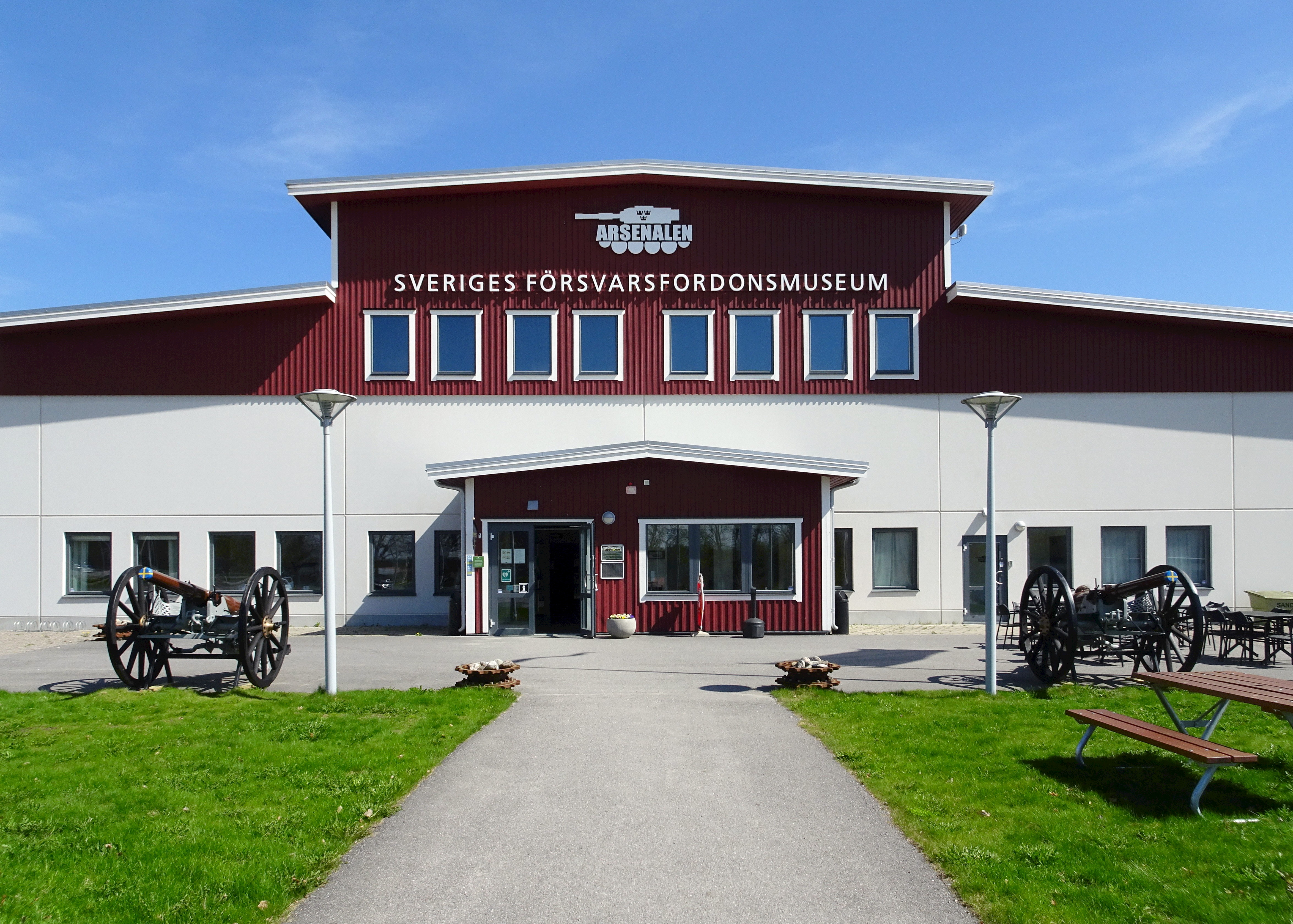
Museibyggnaden Arsenalens entré.
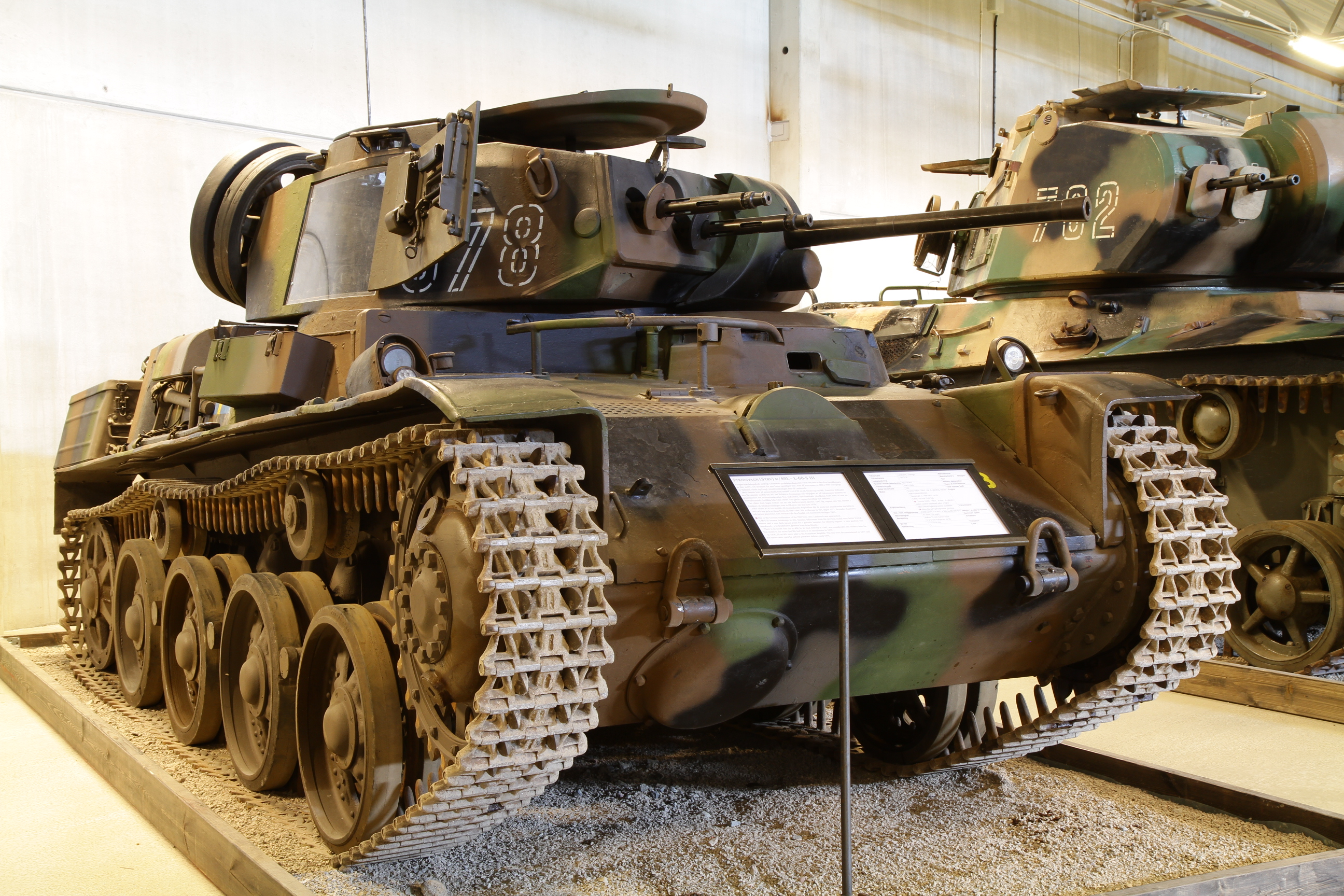
Utställd stridsvagn m/40.
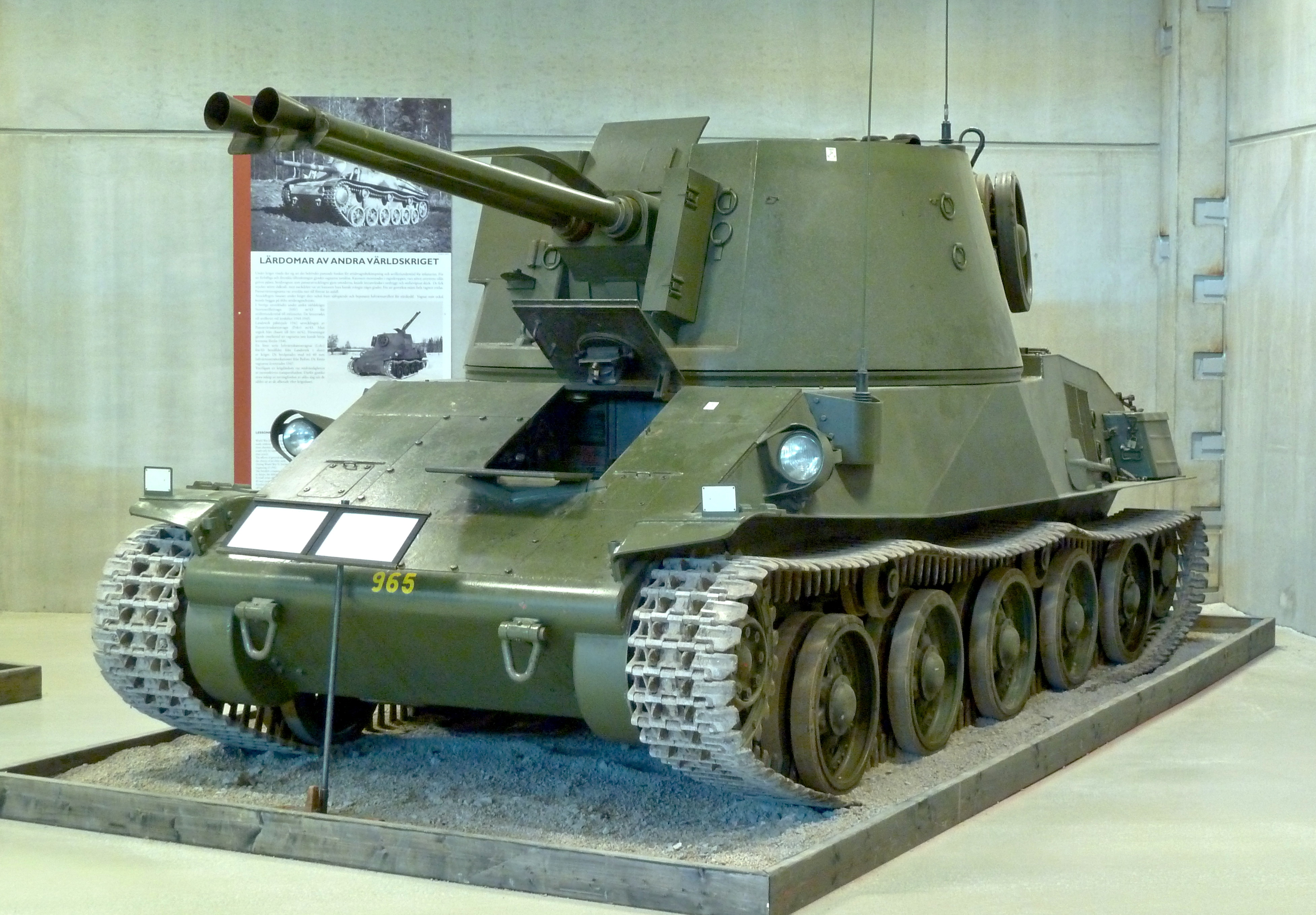
Utställd luftvärnskanonvagn fm/43.
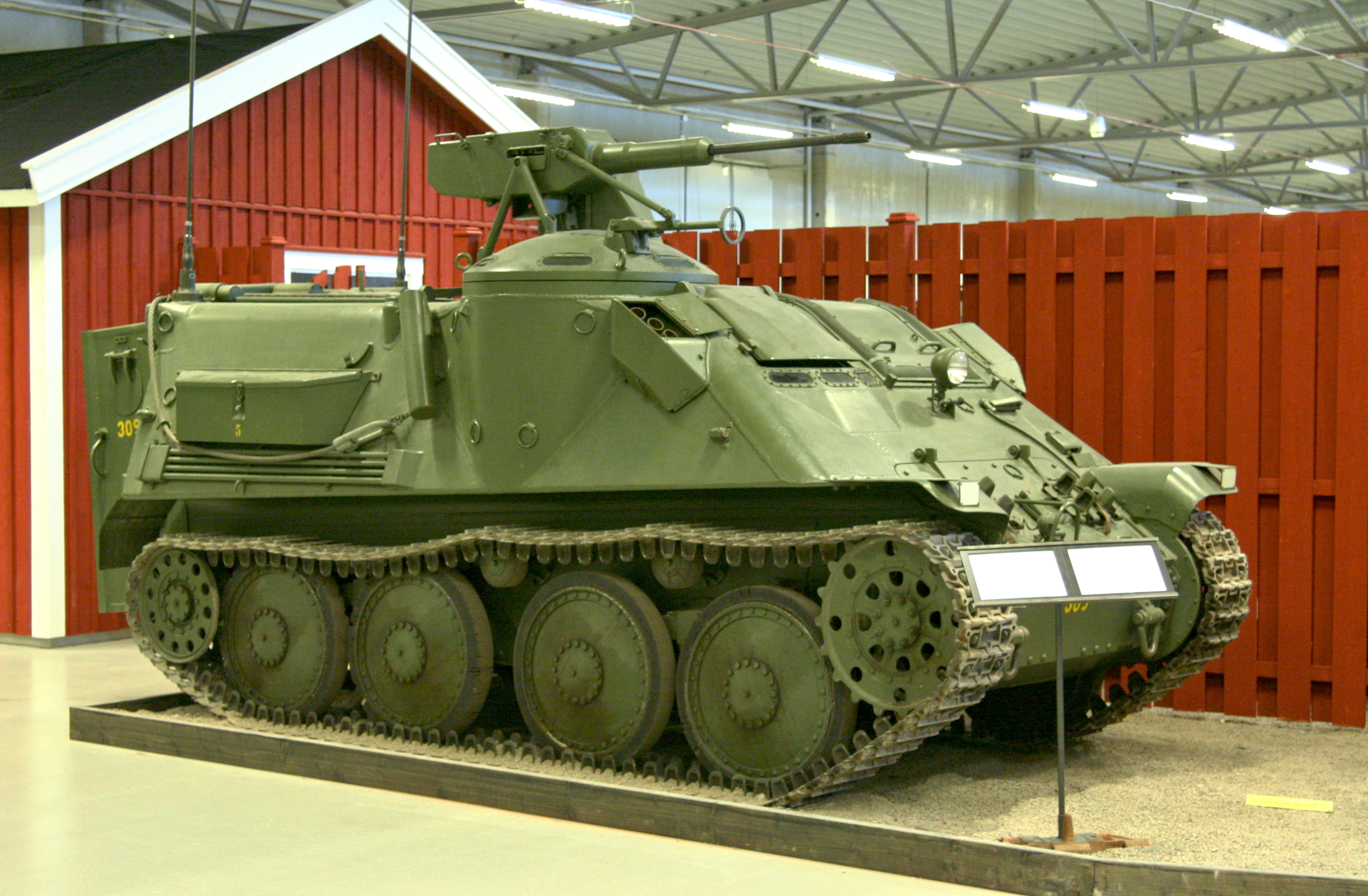
Utställd pansarbandvagn 301.